# 漆部友背
漆部 友背（ぬりべ の ともせ）は、飛鳥時代の人物。旧仮名遣いでの読みは同じ。姓（カバネ）はなし。672年の壬申の乱で大海人皇子に（天武天皇）側につき、都を脱出した大津皇子に同行した。

## 出自
漆部は職業部の一つで漆器製作を職掌とする品部であり、漆部連・漆部造が伴造として支配した。漆部友背は無姓であることからその部民の出と思われる。

## 経歴
壬申の乱の勃発時、友背は近江大津宮がある大津にいたらしい。大海人皇子が挙兵を決めたとき、その子・高市皇子と大津皇子は敵の本拠である大津を脱し、二手に分かれて父のあとを追った。このうち大津皇子の一行は25日深夜に伊勢国の鈴鹿関に到達し、翌朝朝明郡の迹太川の辺で合流を果たした。友背はこの一行の中にいた。ともに朝明郡に辿り着いたのは、大分恵尺、難波三綱、駒田忍人、山辺安摩呂、小墾田猪手、埿部眡枳、大分稚臣、根金身であった。この後の内戦で塗部友背が果たした活動については記録がない。